# Wapen van Lioessens

Wapen van Lioessens

Het wapen van Lioessens is het dorpswapen van het Nederlandse dorp Lioessens, in de Friese gemeente Noardeast-Fryslân. Het wapen werd in 1988 geregistreerd.

## Beschrijving
De blazoenering van het wapen luidt als volgt:
In zilver een linkerschuinbalk van azuur, beladen met een sleutel van goud, de baard naar links en naar boven gewend; de balk aan beide zijden vergezeld van een klaver van sinopel.
De heraldische kleuren zijn: zilver (zilver), azuur (blauw), goud (goud) en sinopel (groen).

## Symboliek
- Schuinbalk: ontleend aan het wapen van Oostdongeradeel, de gemeente waar het dorp eertijds tot behoorde.[3]
- Sleutel: de sleutel is een symbool voor Petrus, patroonheilige van de kerk van Lioessens.[3]
- Klaverbladen: ontleend aan het wapen van de familie Gerroltsma die in het dorp een stins bewoonde.[3]

Het wapen van Oostdongeradeel.

## Zie ook

Vlag van Lioessens